# 라이덴 필름
주식회사 라이덴 필름(일본어: 株式会社ライデンフィルム 가부시키가이샤 라이덴 휘루무[*], 영어: LIDENFILMS,Inc.)은 일본의 애니메이션 제작사다. 주식회사 울트라 슈퍼 픽처스의 자회사다. 본사는 도쿄 스기나미구에 있고, 교토와 오사카에 스튜디오를 두고 있다.

## 역사
2012년 2월 22일에 산지겐의 마츠우라 히로아키(松浦裕暁)가 바남 스튜디오의 사토미 테츠로(里見哲朗), 매드하우스를 거쳐 샤프트에서 《아라카와 언더 더 브리지》, 《마법소녀 마도카☆마기카》 등의 아니메이션 프로듀서를 맡은 이와키 타다오(岩城忠雄)와 함께 설립했다.
설립 후에 처음 관련된 작품은 Ordet와 산지겐의 공동 제작 작품 《블랙★록 슈터》. (제작협력 전화(全話) 트리거와 공동). 그 후, 그로스 계약(작화 그로스)이나 단편 애니메이션의 원청을 거쳐, 현재는 TV 애니메이션으로서는 스탠다드인 1 에피소드 30분·1쿨 의 작품 원청을 많이 다룬다. 2018년부터 2019년에 걸쳐 방송한 《레이튼 미스터리 탐정사무소 ~카트리에일의 수수께끼 파일~》은, 연속 4쿨(1년) TV 애니메이션 작품을 다룬 동사 최초의 사례가 되었다.

## 각지 스튜디오
본사인 도쿄 스기나미의 스튜디오 이외에도 일본의 각 지역에 스튜디오를 가지고 있다. 통상은 도쿄 스튜디오와 별개로 기능하고 있지만, 때때로 스스로 원청으로서 단편 TV 애니메이션 등을 다루기도 한다.
교토 스튜디오
2015년 1월, 교토부 교토시 나카교구에 발족. 2016년 3월에 처음 원청작 《그녀와 그녀의 고양이 -Everything Flows-》가 나왔다. 2020년 10월에는 교토 스튜디오 주도 제작으로는 처음인 극장 애니메이션 '어떻게든 될 나날'을 공개했다.
오사카 스튜디오
오사카부 오사카시 요도가와구에 설립. 2020년 1월에는 처음 원청작 《리바이스》(부시로드의 트레이딩 카드 게임 'Re버스 for you'를 원작으로 하는 쇼트 애니메이션)이 나왔다.
후카야시 스튜디오
사이타마현 후카야시에 설립

## 작품

### 텔레비전 애니메이션
| 개시년      | 방송기간         | 제목                                                                  | 감독                              | 비고                    |
| ----------- | ---------------- | --------------------------------------------------------------------- | --------------------------------- | ----------------------- |
| 2013년      | 1월 - 4월        | 전용.                                                                 | 야마모토 유타카                   | 공동제작:Ordet          |
| 2013년      | 4월 - 6월        | 아이우라                                                              | 나카무라 료스케                   |                         |
| 2013년      | 10월 - 12월      | 미스 모노크롬 -The Animation-                                         | 이와사키 요시아키                 | 공동제작:산지겐         |
| 2014년      | 1월 - 3월        | 우서의 하루살이 각성편                                                | 세토우 켄지                       | 공동제작:산지겐         |
| 2014년      | 9월 - 12월       | 테라포마스                                                            | 하마사키 히로시                   |                         |
| 2015년      | 4월 - 6월        | 야마다와 7명의 마녀                                                   | 타쿠노 세이키                     |                         |
| 2015년      | 4월 - 9월        | 아르슬란 전기                                                         | 아베 노리유키                     | 공동제작:산지겐         |
| 2015년      | 7월 - 9월        | 미스 모노크롬 -The Animation- 2                                       | 이와사키 요시아키                 | 공동제작:산지겐         |
| 2015년      | 10월 - 12월      | 미스 모노크롬 -The Animation- 3                                       | 이와사키 요시아키                 | 공동제작:산지겐         |
| 2016년      | 1월 - 3월        | 석고 보이즈                                                           | 타쿠노 세이키                     |                         |
| 2016년      | 1월 - 3월        | 슈발체스마켄                                                          | 와타나베 테츠야                   | 공동제작:ixtl           |
| 2016년      | 3월              | 그녀와 그녀의 고양이 -Everthing flow-                                 | 사카모토 카즈야                   | 교토 스튜디오 제작      |
| 2016년      | 4월 - 6월        | 테라포마스 리벤지                                                     | 후쿠다 미치오                     | 공동제작:TYO 애니메이션 |
| 2016년      | 7월 - 8월        | 아르슬란 전기 풍진난무                                                | 아베 노리유키                     |                         |
| 2016년      | 10월 - 12월      | 우동 나라의 황금색 털뭉치                                             | 타쿠노 세이키                     |                         |
| 2017년      | 4월 - 6월        | 변변찮은 마술강사와 금기교전                                          | 와토 미나토                       |                         |
| 2017년      | 7월 - 9월        | 사랑과 거짓말                                                         | 타쿠노 세이키                     |                         |
| 2018년      | 1월 - 3월        | 킬링바이츠                                                            | 니시카타 야스히로                 |                         |
| 2018년      | 4월 - 2019년 3월 | 레이튼 미스터리 탐정사무소 ~카트리에일의 수수께끼 파일~               | 미츠나카 스스무                   |                         |
| 2018년      | 4월 - 6월        | LOST SONG                                                             | 모리타와 준페이                   | 공동제작:도완고         |
| 2018년      | 7월 - 9월        | 하네배드!                                                             | 에자키 신페이                     |                         |
| 2018년      | 7월 - 9월        | Phantom in the Twilight                                               | 모리 쿠니히로                     |                         |
| 2018년      | 10월 - 12월      | 기숙학교의 줄리엣                                                     | 타쿠노 세이키                     |                         |
| 2018년      | 10월 - 12월      | 벨제붑 아가씨의 뜻대로                                                | 와토 미나토                       |                         |
| 2019년      | 1월 - 3월        | 마법소녀 특수전 아스카                                                | 야마모토 히데오                   |                         |
| 2019년      | 4월 - 6월        | 한밤의 오컬트 공무원                                                  | 와타나베 테츠야                   |                         |
| 2019년      | 7월 - 9월        | 마술선배                                                              | 우스이 후미아키                   |                         |
| 2019년      | 10월 - 12월      | 방과 후 주사위 클럽                                                   | 이마이즈미 켄이치                 |                         |
| 2019년      | 10월 - 12월      | 천화백검 ～메이지관에 어서오세요!～                                   | 하지모토 다이스케                 |                         |
| 2020년      | 1월 -            | 리바이스                                                              | 요시오카 시노부                   | 오사카 스튜디오 제작    |
| 2020년      | 4월 - 6월        | 딱따구리 탐정처                                                       | 에자키 신페이(총) 마키노 토모에   |                         |
| 2020년      | 7월 - 9월        | 던전앤파이터: 역전의 바퀴                                             | 아베 노리유키                     |                         |
| 2021년      | 1월 - 3월        | 예를 들어 라스트 던전 앞 마을의 소년이 초반 마을에서 사는 듯한 이야기 | migmi                             |                         |
| 2021년      | 1월 - 3월        | 이세계 피크닉                                                         | 사토 타쿠야                       | 공동제작:FelixFilm      |
| 2021년      | 1월 - 3월        | 오르텐시아 사가                                                       | 니시카타 야스히로                 |                         |
| 2021년      | 1월 - 3월        | 일하는 세포 BLACK                                                     | 야마모토 히데요                   |                         |
| 2021년      | 4월 - 6월        | 안녕, 나의 크라머                                                     | 타쿠노 세이키                     |                         |
| 2021년      | 4월 - 6월        | 세븐나이츠 레볼루션: 영웅의 후계자                                    | 이치카와 카즈야                   | 공동제작:도메리카       |
| 2021년      | 4월 - 9월        | 도쿄 리벤저스                                                         | 하츠미 코이치                     |                         |
| 2021년      | 10월 - 12월      | 데지 미츠 걸                                                          | 타자와 우시오                     |                         |
| 2021년      | 10월 - 12월      | 카기나도                                                              | 사카모토 카즈야                   | 교토 스튜디오 제작      |
| 2021년      | 10월 - 12월      | 빌디바이드 -#000000-                                                  | 코마다 유키                       |                         |
| 2022년      | 1월 - 3월        | 최유기 RELOAD -ZEROIN-                                                | 타카다 미사토                     |                         |
| 2022년      | 1월 - 3월        | 리맨즈 클럽                                                           | 야마우치 아미                     |                         |
| 2022년      | 1월 - 4월        | 리맨즈 클럽                                                           | 야마우치 아미                     |                         |
| 2022년      | 4월 -            | 빌디바이드 -#FFFFFF-                                                  | 타카다 미사토                     |                         |
| 2022년      | 4월 -            | 카기나도 2기                                                          | 사카모토 카즈야                   | 교토 스튜디오 제작      |
| 2022년      | 7월 -            | 철야의 노래                                                           | 이타무라 토모유키                 |                         |
| 2022년      | 7월 -            | 웃는 아르스노토리아 킁!                                               | 타츠와 나오유키                   |                         |
| 2022년      | 10월 -           | 우리 스승님은 꼬리가 없다                                             | 야마모토 히데요                   |                         |
| 2022년      | 가을 -           | 레이와의 디지캐럿                                                     | 사쿠라이 히로아키                 |                         |
| 2022년      | 가을 -           | 영구소년 Eternal Boys                                                 | migmi                             |                         |
| 2023년      | 1월 -            | 도쿄 리벤저스 2기                                                     | 하츠미 코이치                     |                         |
| 2023년      | 4월 -            | 용사가 죽었다!                                                        | 쿠죠 리온                         |                         |
| 2023년      | 4월 -            | 너는 방과 후 인섬니아                                                 | 이케다 유키                       |                         |
| 2023년      | 미발표           | 바람의 검심 -메이지 검객 낭만담                                       | 야마모토 히데요                   |                         |
| 2023년      | 미발표           | 고블린 슬레이어 Ⅱ                                                     | 오자키 타카하루(총) 타카다 미사토 |                         |
| 시기 미발표 | 시기 미발표      | 신은 유희에 굶주려있다.                                               | 시라이시 타츠야                   |                         |

### 극장 애니메이션
| 공개년 | 제목                                     | 감독                               | 비고                                         |
| ------ | ---------------------------------------- | ---------------------------------- | -------------------------------------------- |
| 2014년 | 신극장판 이니셜 D Legend 1 -각성-        | 히다카 마사미츠                    | 공동제작: 산지겐                             |
| 2014년 | 극장판 카드파이트!! 뱅가드 네온 메사이어 | 이타가키 신                        |                                              |
| 2015년 | 신극장판 이니셜D 레전드 2 -투주-         | 히다카 마사미츠 (총) 나카 토시히토 | 공동제작: 산지겐                             |
| 2016년 | 신극장판 이니셜D 레전드 3 -몽현-         | 히다카 마사미츠 (총) 나카 토시히토 | 공동제작: 산지겐                             |
| 2016년 | 몬스터 스트라이크 더 무비 시작의 장소에  | 에자키 신페이                      | 공동제작: 울트라 슈퍼 픽쳐스, XFLAG PICTURES |
| 2020년 | 어떻게든 되는 나날                       | 사토 타쿠야                        | 교토 스튜디오 제작                           |
| 2021년 | 영화 안녕, 나의 크라머: 퍼스트 터치      | 타쿠노 세이키                      |                                              |
| 2021년 | 신이 있는 달의 아이                      | 시노에 토시나리 시라이 타카나      |                                              |